# Skała (gmina)
Skała – gmina miejsko-wiejska w województwie małopolskim, w powiecie krakowskim. W latach 1975–1998 gmina położona była w województwie krakowskim.
Siedziba gminy to Skała.
Według danych z 30 czerwca 2004 gminę zamieszkiwało 9547 osób.

## Struktura powierzchni
Według danych z roku 2002 gmina Skała ma obszar 74,3 km², w tym:
- użytki rolne: 71%
- użytki leśne: 21%

Gmina stanowi 6,04% powierzchni powiatu.

## Demografia
Dane z 30 czerwca 2004:
| Opis                              | Ogółem | Ogółem | Kobiety | Kobiety | Mężczyźni | Mężczyźni |
| --------------------------------- | ------ | ------ | ------- | ------- | --------- | --------- |
| jednostka                         | osób   | %      | osób    | %       | osób      | %         |
| populacja                         | 9547   | 100    | 4776    | 50      | 4771      | 50        |
| gęstość zaludnienia (mieszk./km²) | 128,5  | 128,5  | 64,3    | 64,3    | 64,2      | 64,2      |

Jedenasta pod względem liczby mieszkańców gmina, na 17 gmin powiatu krakowskiego.

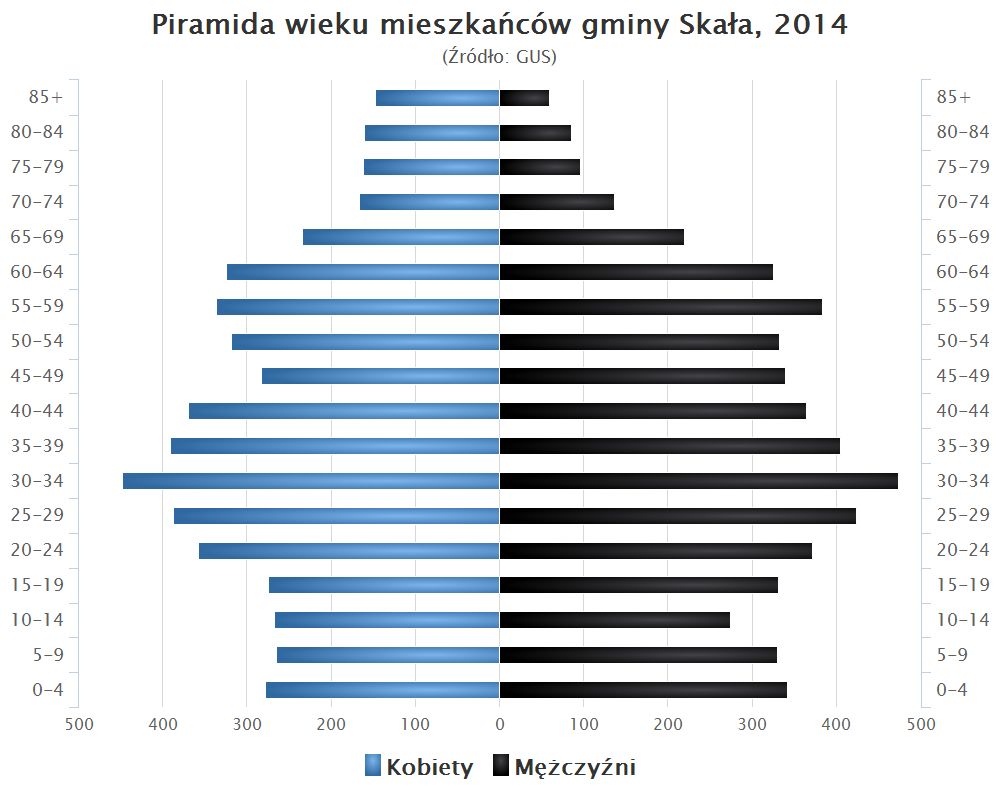
Piramida wieku mieszkańców gminy Skała w 2014 roku

## Położenie
Skała położona jest w północnej części województwa małopolskiego w powiecie krakowskim Miasto liczące nieco ponad 9 tys. mieszkańców sąsiaduje od zachodu z Ojcowskim Parkiem Narodowym. Miasto leży przy drodze wojewódzkiej nr 794 łączącej Kraków z Wolbromiem oraz drogi wojewódzkiej nr 773. Oprócz tego ze Skały wybiegają drogi lokalne do Ojcowa, Iwanowic. 

## Miejscowości gminy
Miasto
Skała
Wsie
Barbarka, Cianowice, Gołyszyn, Maszyce, Minoga, Niebyła, Nowa Wieś, Ojców, Poręba Laskowska, Przybysławice, Rzeplin, Smardzowice, Sobiesęki, Stoki, Szczodrkowice, Świńczów, Zamłynie
Osada leśna
Popowiec-Leśniczówka
Przysiółki
Chmielarze, Grodzisko
Części wsi
Bocieniec, Borkowa, Brzeziny, Bukówki, Cianowice Małe, Czyżówki, Do Marcina, Doły, Dąbki, Góra, Hektary, Jeziorko, Kapkazy, Kolbuszowa, Kolencin, Kopanina, Kresy, Lipki, Lubawka, Łazy, Marianów, Miotełka, Na Brzegach, Na Dole, Na Klinach, Na Odolu, Owczarniki, Peperówka, Pod Boruszanką, Pod Górą, Pod Lasem, Pod Naramskim, Pod Skałkami, Podborkowie, Podgaje, Podgóry, Podmaszyckie, Pogorzelec, Poręba (Cianowice), Poręba (Minoga), Półanki, Prądnik Ojcowski, Psia Górka, Sąspówka-Kąty, Stara Wieś, Ściborka, Ściborki, Świńska Ulica, Warszawka, Wesoła, Wysyłka, Zadołki, Zagardle, Zazamcze, Złota Góra
Przysiółek wsi
Podjedle

### Ludność
Zestawienie zameldowań na pobyt stały w poszczególnych miejscowościach na dzień 31 grudnia 2021 r.
| Miejscowość      | Ludność |
| ---------------- | ------- |
| Barbarka         | 229     |
| Chmielarze       | 17      |
| Cianowice        | 1453    |
| Gołyszyn         | 272     |
| Grodzisko        | 67      |
| Maszyce          | 408     |
| Minoga           | 415     |
| Niebyła          | 65      |
| Nowa Wieś        | 284     |
| Ojców            | 176     |
| Poręba Laskowska | 169     |
| Przybysławice    | 276     |
| Rzeplin          | 533     |
| Skała            | 3691    |
| Smardzowice      | 650     |
| Sobiesęki        | 386     |
| Stoki            | 105     |
| Szczodrkowice    | 706     |
| Świńczów         | 224     |
| Zamłynie         | 159     |
| Ogółem:          | 10 285  |

## Jednostki pomocnicze gminy
Według stanu na dzień 1 września 2023 r. w gminie Skała istniało 17 sołectw.
Sołectwa
Barbarka, Cianowice, Gołyszyn, Maszyce, Minoga, Niebyła-Świńczów, Nowa Wieś, Ojców, Poręba Laskowska, Przybysławice, Rzeplin, Skała, Smardzowice, Sobiesęki, Stoki, Szczodrkowice, Zamłynie

### Powierzchnia
Sołectwa gminy Skała według powierzchni [ha].
| Sołectwo         | Powierzchnia w [ha] |
| ---------------- | ------------------- |
| Barbarka         | 192                 |
| Cianowice        | 785                 |
| Gołyszyn         | 462                 |
| Maszyce          | 234                 |
| Minoga           | 795                 |
| Niebyła-Świńczów | 133                 |
| Nowa Wieś        | 284                 |
| Ojców            | 963                 |
| Poręba Laskowska | 98                  |
| Przybysławice    | 253                 |
| Rzeplin          | 449                 |
| Skała            | 1146                |
| Smardzowice      | 425                 |
| Sobiesęki        | 449                 |
| Stoki            | 127                 |
| Szczodrkowice    | 420                 |
| Zamłynie         | 238                 |
| Ogółem:          | 7430                |

## Sąsiednie gminy
Gołcza, Iwanowice, Jerzmanowice-Przeginia, Sułoszowa, Trzyciąż, Wielka Wieś, Zielonki